# L'altare del sacrificio
(dal paragrafo 350)
L'altare del sacrificio (titolo originale The Chasm of Doom) è un librogame dello scrittore inglese Joe Dever, pubblicato nel 1985 a Londra dalla Arrow Books e tradotto in numerose lingue del mondo. È il quarto dei volumi pubblicati della saga Lupo Solitario. La prima edizione italiana, del 1986, fu a cura della Edizioni EL. Nel 2008 la Mongoose Publishing ha pubblicato l'opera rivisitata dall'autore in edizione expanded, con paragrafi aggiunti e rivisti ed un'avventura bonus, sempre tradotta dalla Edizioni EL.

## Trama
Lupo Solitario, unico superstite della distruzione dell'ordine dei Cavalieri Ramas, viene incaricato da re Ulnar di Sommerlund di recarsi a Randong, remota provincia meridionale di Sommerlund. Scopo della missione è ritrovare il capitano Val e i suoi cento uomini della Guardia Reale, di cui si sono perse le tracce,  spediti sul posto per investigare sulle cause del ritardo nell'arrivo di un convoglio di carri. Alla fine si ritroverà a lottare per scongiurare un sacrificio umano e combatterà una setta che punta a far tornare in vita il principale dei Signori delle Tenebre.

### Edizione expanded
Nell'edizione rinnovata è presente una mini-avventura (non scritta dall'autore del libro) di circa 100 paragrafi con protagonista proprio il capitano Val, comandante della Guardia Reale che compare come aiutante di Lupo Solitario anche nella storia principale.

## Sistema di gioco
Lupo Solitario può contare su doti tattiche (Combattività) e fisiche (Resistenza). Inoltre, può sfruttare l'apprendimento di 5 (più tre aggiuntive se il lettore ha completato i primi tre volumi) tra le 10 Arti Ramas che forniscono un importante aiuto a seconda delle situazioni: Mimetismo, Caccia, Sesto senso, Orientamento, Guarigione, Scherma, Psicoschermo, Psicolaser, Affinità animale, Telecinesi. Gli oggetti raccolti sono contenuti in uno zaino, ad eccezione degli oggetti "speciali". Il denaro, in Corone d'oro, è contenuto in una borsa.
I combattimenti si svolgono confrontando in primis i punteggi di Combattività di Lupo Solitario e dell'avversario, che generano un rapporto di forza positivo, negativo o neutro. Il lettore estrae un numero dalla "Tabella del Destino" (che equivale a un d10) e nella tabella Risultati di combattimento incrocia quella riga alla colonna del corrispondente rapporto di forza di quel combattimento, togliendo punti di Resistenza a se stesso e/o all'avversario.

## Oggetti

### Armi
Esistono 9 armi canoniche nei librigame di Lupo Solitario: Pugnale, Lancia, Mazza, Daga, Martello da Guerra, Spada, Ascia, Asta e Spadone. Le armi si troveranno nel mondo o si ruberanno ai cadaveri dei nemici. Il numero massimo di Armi che si può portare è due.

### Oggetti nello Zaino
Lo Zaino può contenere al massimo otto oggetti compresi i Pasti. Alcuni oggetti hanno un'utilità certa (pasti, pozioni magiche). Altri saranno utili in certe situazioni (chiavi).

### Oggetti Speciali
Non vanno nello Zaino e alcuni hanno un'utilità specifica altri sono falsi indizi che portano fuori strada.

### Denaro
Il denaro è espresso in Corone d'Oro, la moneta principale in queste zone del Magnamund. Si può portare un massimo di 50 Corone.

## Edizioni
- Joe Dever, L'altare del sacrificio, traduzione di Judy Moss, Giulio Lughi, collana Librogame, Edizioni EL, 1986,  cap. 350, ISBN 88-7068-097-5.
- Joe Dever, L'altare del sacrificio, San Dorligo della Valle, Edizioni EL. Nuova edizione estesa.